# Biyuan Zhengzhou Women's Tennis Open 2018
Lo Biyuan Zhengzhou Women's Tennis Open 2018 è stato un torneo di tennis femminile giocato sui campi in cemento all'aperto. È stata la quinta edizione del torneo, che fa parte del WTA Challenger Tour 2018. Il torneo si è giocato al Zhongyuan Tennis Training Base Management Center di Zhengzhou, in Cina, dal 14 al 22 aprile 2018.

## Partecipanti

### Teste di serie
| Nazionalità | Giocatrice       | Ranking* | Testa di serie |
| ----------- | ---------------- | -------- | -------------- |
| Cina        | Zhang Shuai      | 31       | 1              |
| Cina        | Peng Shuai       | 37       | 2              |
| Thailandia  | Luksika Kumkhum  | 94       | 3              |
| Cina        | Wang Yafan       | 98       | 4              |
| Cina        | Duan Yingying    | 103      | 5              |
| Belgio      | Yanina Wickmayer | 106      | 6              |
| Giappone    | Nao Hibino       | 122      | 7              |
| Cina        | Zhu Lin          | 129      | 8              |

* Ranking al 7 aprile 2018.

### Altre partecipanti
Le seguenti giocatrici hanno ricevuto una wild card:
- Yuan Yue
- Tian Ran
- Wang Xiyu
- Yang Zhaoxuan
- Peng Shuai

Le seguenti giocatrici sono passate dalle qualificazioni:
- Mai Minokoshi
- Ayano Shimizu
- Ankita Raina
- Xun Fang Ying

## Punti e montepremi
| Torneo              | Torneo              | V      | F      | SF    | QF    | 2T    | 1T    | Q | Q2  | Q1  |
| Singolare femminile | Punti               | 160    | 95     | 57    | 29    | 15    | 1     | 6 | 4   | 1   |
| Singolare femminile | Premi in denaro ($) | 20,000 | 11,000 | 6,000 | 4,000 | 2,000 | 1,050 | – | 600 | 400 |
| Doppio femminile    | Punti               | 160    | 95     | 57    | 29    | -     | 1     | – | –   | –   |
| Doppio femminile    | Premi in denaro ($) | 5,500  | 2,700  | 1,400 | 750   | -     | 450   | – | –   | –   |

## Campionesse

### Singolare
Zheng Saisai ha conquistato il titolo battendo in finale  Wang Yafan con il punteggio di 5-7, 6-2, 6-1.
- È il secondo titolo in carriera per Zheng, il primo della stagione.

### Doppio
Duan Yingying /  Wang Yafan hanno sconfitto in finale  Naomi Broady /  Yanina Wickmayer con il punteggio di 7-6(5), 6-3.